# Tel Re‘ala
Tel Re‘ala (hebreiska: תל רעלה) är en höjd i Israel.   Den ligger i distriktet Norra distriktet, i den norra delen av landet. Toppen på Tel Re‘ala är 55 meter över havet.
Terrängen runt Tel Re‘ala är varierad.Runt Tel Re‘ala är det ganska tätbefolkat, med 80 invånare per kvadratkilometer. Närmaste större samhälle är Nasaret, 12,3 km öster om Tel Re‘ala. Trakten runt Tel Re‘ala består till största delen av jordbruksmark.